# Mónica Saavedra
Mónica Elizabeth Saavedra Ocharán (Lima, 22 de enero de 1970) es una abogada y política peruana. Fue congresista de la república durante el periodo 2020-2021.

## Biografía
Nació el 22 de enero de 1970, en Lima, capital del Perú.
Estudió la carrera de Derecho y Ciencias Sociales en la Universidad San Martín de Porres.
Trabajó como asesora en el Ministerio de Desarrollo e Inclusión Social y asesora legal en el Programa Integral Nacional para el Bienestar Familiar (INABIF). También fue jefa de la División de Nomenclatura y Numeración en la Municipalidad Metropolitana de Lima y como gerenta de Fiscalización en la Municipalidad del Distrito de Jesús María.

## Vida política
Es militante del partido Acción Popular desde el 2004. 

### Congresista de la República
En las elecciones parlamentarias del 2020, Saavedra fue candidata al Congreso de la república encabezando la lista de Lima por Acción Popular y resultó luego elegida como congresista, con 91,656 votos, para el periodo parlamentario 2020-2021.
Para la inauguración de ese periodo legislativo, Saavedra presidió la Junta Preparatoria al ser la congresista más votada del partido más votado. Fue acompañada de Enrique Fernández Chacón (Frente Amplio) al ser el mayor de edad y de María Bartolo Romero (Unión por el Perú) como la menor de todos los parlamentarios electos.
Durante el proceso de vacancia contra el entonces presidente Martín Vizcarra, Saavedra votó a favor de la vacancia.
Luego de culminar su labor congresal, Saavedra fue nombrada el 24 de marzo del 2022 como asesora del Ministerio de Justicia y Derechos Humanos en la gestión de Félix Chero durante el gobierno del expresidente Pedro Castillo.